# Кутаїська класична гімназія

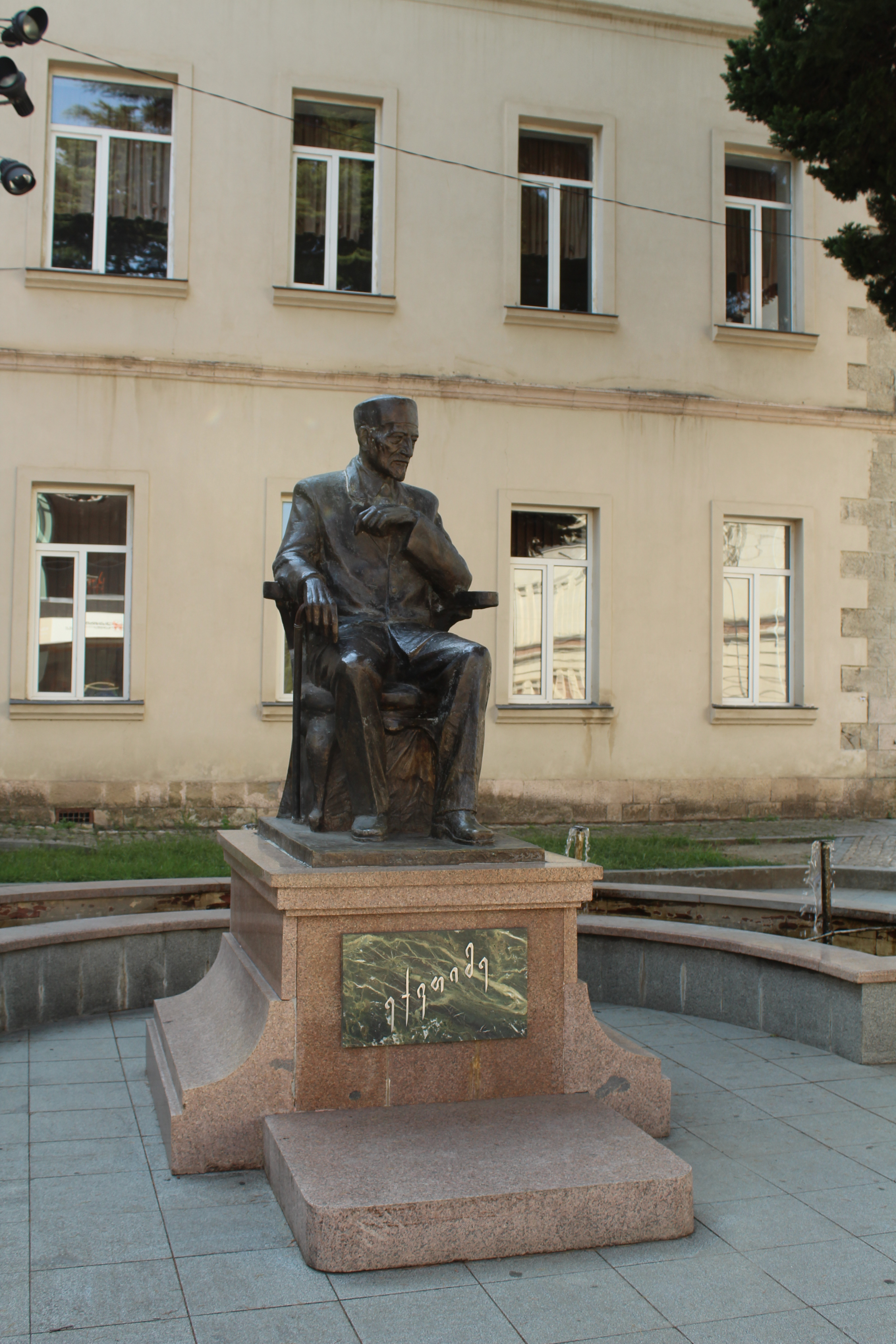
Пам'ятник Такаїшвілі

Кутаїська класична гімназія (груз. ქუთაისის კლასიკური გიმნაზია) — середній навчальний заклад в Російській імперії в місті Кутаїсі.

## Історія
Організована в 1878 на базі Кутаїської губернської гімназії, що діяла з 1830 спочатку як провінційна школа, а з 1850 — як губернська гімназія.
Спочатку перебувала у будинку полковника Церетелі. У 1850 р. навчальний заклад було перетворено на губернську чоловічу гімназію, а в 1851-54 рр. за проектом Енфіаджієва біля «Золотого тенту» (нинішня вулиця Руставелі) було побудовано великий двоповерховий будинок.
У 1901—1903 роках архітектор Лукашев Я. Г. (автор будівель П'ятигорської та Новоросійської гімназій) збудував ще одну велику будівлю (нині корпус «Блакитне небо» або будинок "синіх комірців).
З 1897 по 1906 гімназію очолював Осип Йосипович Чебіш.
Навіть після скасування класичної гімназії в 1918 році призначення будівель не змінилося.

## Архітектура
Сьогодні стара будівля гімназії значно змінена: у 1960-х роках надбудовано третій поверх, знищено імпозантний класицистичний портикований фасад.
Нова, головна будівля гімназії вирізняється монументальністю та оздоблена елементами класицизму. Середня частина фасаду, розділена рівним ритмом прорізів, розділена потужними ризалітами. Домінантою будівлі є правий, широкий і високий портик із ризалітом. Її другий поверх відкривається гігантськими (великими арочними і малими прямокутними) вікнами. Фасад прикрашений гігантськими коринфськими пілястрами-капітелями, меандровою сальтирою та кратером, закладеним у ніші. Варто звернути увагу на рустовані опори портика, розміщені на краю, гігантські коринфські колони верхнього поверху та багато декорований фронтон складної форми, де на оздобленому гірляндами щиті висічена дата будівництва.

## Відомі випускники
У різний час у гімназії вчилися: Кирилл Лордкипанидзе , Мамія Гурієлі, Акакій Церетелі, Георгій Церетелі , Ніко Ніколадзе, Сергій Месхі, Васо Абашидзе, Коте Месхі, Силован Хундадзе, Еквтиме Такаїшвілі, Іосіц Такаїш, Дуту Хоштарія, Кіта Абашидзе, Ніко Лордкіпанідзе, Лео Кіачелі, Колау Надірадзе, Саргіс Какабадзе, Дмитро Узнадзе, Шалва Нуцубідзе, Давид Какабадзе, Володимир Маяковський, Паоло Яшвілі , Тіціан Табідзе
Двом видатним учням — В. Маяковському та Еквтиме Такаїшвілі — біля будівлі гімназії встановлено пам'ятники.

## Відомі викладачі
C. Ф. Грушевський (1869—1870) — батько Михайла Грушевського, Олександра Грушевського, Ганни Шамрай-Грушевської.